# Двухцветная змея
Двухцветная змея (лат. Loxocemus bicolor) — змея, обитающая в Центральной Америке. Единственный представитель монотипических рода Loxocemus и семейства Loxocemidae.

## Описание
Будучи единственным представителем своего семейства, связи этого вида с другими змеями изучены недостаточно хорошо. Он похож по некоторым характеристикам на представителей подсемейства питоны, но так как в Америке они не найдены, то отнести земляного питона к ним не представляется возможным. Согласно исследованиям ряда учёных, наибольшее сходство у двухцветной змеи наблюдается с питонами, обитающими в Океании, а именно с ромбическими питонами и черноголовыми питонами.
В среднем взрослые особи вырастают в длину до 120 см, тело довольно толстое и мускулистое, голова узкая в форме лопаты, чтобы легче закапываться, цвет чешуи варьируется от тёмно-коричневого до серо-коричневого с фиолетовым оттенком.

## Зона обитания
Представителей находят вдоль склонов мексиканского побережья Тихого океана на низких и средних высотах в штатах Наярит, Халиско, Колима, Мичоакан, Морелос, Герреро, Оахака и Чьяпас. Далее ареал распространяется включает в себя Гватемалу, Гондурас, Сальвадор, Никарагуа и Коста-Рику. При этом, змеи могут обитать как во влажных тропических лесах, так и в сухих долинах Гватемалы и Гондураса. В общей сложности на январь 2011 зафиксировано 262 встречи с мексиканским земляным питоном.

## Питание
Рацион состоит из грызунов и ящериц, а также яиц игуан.

## Размножение
Особи откладывают около 4 относительно крупных яиц.